# Confédération africaine de volley-ball
La Confédération africaine de volley-ball (CAVB) est la fédération continentale gérant le volley-ball en Afrique. Elle est basée à Rabat au Maroc.

## Histoire
Officiellement, la CAVB a été la dernière confédération à être créée : elle a été établie en 1972, quand la Fédération internationale de volley-ball a transformé ses cinq Commissions de Zone en confédérations continentales. La Commission africaine de volley-ball avait été fondée en 1967.
Bien que la Fédération nationale d'Égypte ait été impliquée dans la fondation de la FIVB en 1947, le volley-ball est resté essentiellement amateur en Afrique, même dans des pays qui maintenaient un programme olympique dense, comme l'Afrique du Sud ou le Kenya. Récemment, il y eut un effort considérable de la FIVB pour améliorer la compétitivité du continent par le biais d'actions spéciales de développement. Les résultats de ces mesures sont, en 2005, encore timides.
La CAVB est responsable des fédérations nationales de volley-ball africaines, et organise les compétitions continentales comme les Championnats d'Afrique masculin ou Championnats d'Afrique féminin (premières éditions en 1967). Elle prend également part dans l'organisation des tournois de qualification pour les événements importants tels que les Jeux Olympiques ou les Championnats du monde, et pour les compétitions internationales accueillies par une de ses fédérations affiliées.

## Équipes
En 2004, aucune équipe africaine n'avait jamais réussi à obtenir de résultats notables dans les compétitions internationales, ni chez les hommes ni chez les femmes. On pourrait discuter sur le fait que l'Égypte ait une tradition sportive, en tant que plus ancienne de tous les fédérations affiliées à la CAVB.
D'après les participations aux événements internationaux, qui sont habituellement permises par des procédures de qualification continentales, on peut mettre en avant les équipes de Tunisie et d'Égypte chez les hommes, et du Kenya, d'Égypte, de Tunisie et du Nigeria chez les femmes.

## Compétitions sous son égide

### Compétitions pour les équipes nationales
- Championnat d'Afrique masculin
- Championnat d'Afrique féminin
- Volley-ball masculin aux Jeux africains
- Volley-ball féminin aux Jeux africains
- Championnat d'Afrique masculin des moins de 23 ans
- Championnat d'Afrique masculin des moins de 21 ans
- Championnat d'Afrique féminin des moins de 20 ans
- Championnat d'Afrique masculin des moins de 19 ans
- Championnat d'Afrique féminin des moins de 18 ans

### Compétitions pour les clubs
- Coupe d'Afrique des clubs champions masculine
- Coupe d'Afrique des clubs champions féminine
- Coupe d'Afrique des clubs vainqueurs de coupe   masculine
- Coupe d'Afrique des clubs vainqueurs de coupes féminine

### Beach-volley
- Championnats d'Afrique de beach-volley
- Beach-volley aux Jeux africains
- Beach-volley aux Jeux africains de plage

## Fédérations affiliées
Les fédérations nationales affiliées à la CAVB :
| Pays                             | Fédération                                   | lien   |
| -------------------------------- | -------------------------------------------- | ------ |
| Algérie                          | Fédération algérienne de volley-ball         | FAVB   |
| Angola                           | Federação Angolana de Voleibol               |        |
| Burundi                          | Fédération burundaise de volley-ball         |        |
| Bénin                            | Fédération béninoise de volley-ball          |        |
| Botswana                         | Botswana Volleyball Federation               |        |
| Burkina Faso                     | Fédération burkinabé de volley-ball          |        |
| République centrafricaine        | Fédération centrafricaine de volley-ball     |        |
| République du Congo              | Fédération congolaise de volley-ball         |        |
| Tchad                            | Fédération tchadienne de volley-ball         |        |
| Côte d'Ivoire                    | Fédération ivoirienne de volley-ball         | FIVVB  |
| Cameroun                         | Fédération camerounaise de volley-ball       | FECAVB |
| République démocratique du Congo | Fédération de volley-ball du Congo           |        |
| Comores                          | Fédération comorienne de volley-ball         |        |
| Cap-Vert                         | Federação Cabo-Verdiana de Voleibol          |        |
| Djibouti                         | Fédération djiboutienne de volley-ball       |        |
| Égypte                           | Fédération égyptienne de Volleyball          | FEVB   |
| Érythrée                         | Eritrean National Volleyball Federation      |        |
| Éthiopie                         | Ethiopian Volleyball Federation              |        |
| Gabon                            | Fédération gabonaise de volley-ball          |        |
| Gambie                           | Gambia Volleyball Association                |        |
| Guinée-Bissau                    | inconnue                                     |        |
| Guinée équatoriale               | Federación Ecuatoguineana de Voleibol        |        |
| Ghana                            | Ghana Volleyball Association                 |        |
| Guinée                           | Fédération guinéenne de volley-ball          |        |
| Kenya                            | Kenya Volleyball Association                 |        |
| Libye                            | Libyan Volleyball Federation                 |        |
| Liberia                          | Liberia Volleyball Federation                |        |
| Lesotho                          | Lesotho National Volleyball Association      |        |
| Madagascar                       | Fédération malgache de volley-ball           |        |
| Maroc                            | Fédération royale marocaine de volley-ball   | FRMVB  |
| Malawi                           | Volleyball Association Of Malawi             |        |
| Mali                             | Fédération malienne de volley-ball           |        |
| Mozambique                       | Federação Moçambicana de Voleibol            |        |
| Maurice                          | Mauritius Volleyball Association             |        |
| Mauritanie                       | Fédération mauritanienne de volley-ball      |        |
| Namibie                          | Namibian Volleyball Federation               |        |
| Nigeria                          | Nigerian Volleyball Federation               |        |
| Niger                            | Fédération nigérienne de volley-ball         |        |
| Afrique du Sud                   | Volleyball South Africa                      |        |
| Rwanda                           | Fédération rwandaise de volley-ball          |        |
| Sénégal                          | Fédération sénégalaise de volley-ball        |        |
| Seychelles                       | Seychelles Volleyball Federation             |        |
| Sierra Leone                     | Fédération de volley-ball de la Sierra Leone |        |
| Somalie                          | inconnue                                     |        |
| Sao Tomé-et-Principe             | Federação Santomense de Voleibol             |        |
| Soudan                           | Sudan Volleyball Association                 |        |
| Eswatini                         | Swaziland National Volleyball Association    |        |
| Tanzanie                         | Tanzania Volleyball Association              |        |
| Togo                             | Fédération togolaise de volley-ball          | FTVB   |
| Tunisie                          | Fédération tunisienne de volley-ball         | FTVB   |
| Ouganda                          | Uganda Volleyball Federation                 |        |
| Zambie                           | Zambia Volleyball Association                |        |
| Zimbabwe                         | Zimbabwe Volleyball Association              |        |

## Présidents
- 2001-2020 :  Amr Elwani
- depuis 2020 :  Bouchra Hajij[1]